# Kőrösi Csoma Sándor Általános Iskola
A szolnoki Kőrösi Csoma Általános Iskola a Nagy Imre körút 20. szám alatt található. Épületét 1978-ban adták át. 
Épületében 30 tanterem található, 670 diákja van, akik 24 osztályban és 14 napközis csoportban tanulnak. A COMENIUS 2000 fejlesztési rendszer I. szintjén áll. Középiskolai beiskolázási mutatója 100%-os. 
Az alsó tagozaton a Dyslexiás Gyermekekért Egyesület által szakmai érvekkel támadott úgynevezett szótagoló módszerrel tanítanak olvasni. 1987-ben indították meg az angol emelt szintű tanulócsoportokat, 3. osztályban heti 2, 4. osztálytól heti 5 idegennyelv óra van. Önköltséges formában biztosítanak magasabb szintű angol- vagy német nyelv oktatást. Az iskola fontos eredményeként tartja számon az egyes diákok által letett nyelvvizsgákat, illetve a két tanítási nyelvű vagy speciális angol nyelvi gimnáziumi, illetve szakközépiskolai osztályokba történő felvételiket.
A matematikát úgynevezett nívócsoportos rendszerben oktatják.
Fontosnak tartják a viselkedéskultúra, a kommunikációs képességek elsajátítását, drámapedagógiai módszereket is alkalmaznak az oktatás során.